# Чемпіонат Європи з боксу
Чемпіонат Європи з боксу — головне змагання боксерів-любителів в Європі, організоване керівним органом континенту Європейською Федерацією любительського боксу (EUBC).
Чоловічі чемпіонати проводяться з 1925 року (перший турнір був вже 1924 року, проте це не був ще чемпіонат), зазвичай проходять з періодичністю раз на два роки. З 2001 року проводяться також жіночі чемпіонати Європи з боксу.

## Чемпіонат Європи серед чоловіків
| Рік   | Номер                     | Місце           | Дати                  |
| ----- | ------------------------- | --------------- | --------------------- |
| 1925  | I. Чемпіонат Європи       | Стокгольм       | 11 — 15 травня        |
| 1927  | II. Чемпіонат Європи      | Берлін          | 16 — 20 травня        |
| 1930  | III. Чемпіонат Європи     | Будапешт        | 3 — 8 червня          |
| 1934  | IV. Чемпіонат Європи      | Будапешт        | 11 — 15 квітня        |
| 1937  | V. Чемпіонат Європи       | Медіолан        | 5 — 9 травня          |
| 1939  | VI. Чемпіонат Європи      | Дублін          | 18 — 22 квітня        |
| 1947  | VII. Чемпіонат Європи     | Дублін          | 12 — 17 травня        |
| 1949  | VIII. Чемпіонат Європи    | Осло            | 13 — 18 червня        |
| 1951  | IX. Чемпіонат Європи      | Медіолан        | 14 — 19 травня        |
| 1953  | X. Чемпіонат Європи       | Варшава         | 18 — 24 травня        |
| 1955  | XI. Чемпіонат Європи      | Західний Берлін | 27 травня — 5 червня  |
| 1957  | XII. Чемпіонат Європи     | Прага           | 25 травня — 2 червня  |
| 1959  | XII. Чемпіонат Європи     | Люцерн          | 24 — 31 травня        |
| 1961  | XIV. Чемпіонат Європи     | Белград         | 3 — 10 червня         |
| 1963  | XV. Чемпіонат Європи      | Москва          | 26 травня — 2 червня  |
| 1965  | XVI. Чемпіонат Європи     | Берлін          | 29 — 29 травня        |
| 1967  | XVII. Чемпіонат Європи    | Рим             | 25 травня — 2 червня  |
| 1969  | XVIII. Чемпіонат Європи   | Бухарест        | 31 травня — 8 червня  |
| 1971  | XIX. Чемпіонат Європи     | Мадрид          | 11 червня — 19 червня |
| 1973  | XX. Чемпіонат Європи      | Белград         | 1 — 9 червня          |
| 1975  | XXI. Чемпіонат Європи     | Катовиці        | 1 — 9 червня          |
| 1977  | XXII. Чемпіонат Європи    | Галле           | 28 травня — 5 червня  |
| 1979  | XXIII. Чемпіонат Європи   | Кельн           | 5 — 12 травня         |
| 1981  | XXIV. Чемпіонат Європи    | Тампере         | 2 — 10 травня         |
| 1983  | XXV. Чемпіонат Європи     | Варна           | 7 — 15 травня         |
| 1985  | XXVI. Чемпіонат Європи    | Будапешт        | 25 травня — 2 червня  |
| 1987  | XXVII. Чемпіонат Європи   | Турин           | 30 травня — 7 червня  |
| 1989  | XXVIII. Чемпіонат Європи  | Атени           | 29 травня — 3 червня  |
| 1991  | XXIX. Чемпіонат Європи    | Гетеборг        | 7 — 12 травня         |
| 1993  | XXX. Чемпіонат Європи     | Бурса           | 6 — 12 вересня        |
| 1996  | XXXI. Чемпіонат Європи    | Вайле           | 30 березня — 7 квітня |
| 1998  | XXXII. Чемпіонат Європи   | Мінськ          | 17 — 24 травня        |
| 2000  | XXXIII. Чемпіонат Європи  | Тампере         | 13 — 21 травня        |
| 2002  | XXXIV. Чемпіонат Європи   | Перм            | 12 — 21 липня         |
| 2004  | XXXV. Чемпіонат Європи    | Пула            | 19 — 29 лютого        |
| 2006  | XXXVI. Чемпіонат Європи   | Пловдів         | 13 — 23 липня         |
| 2008  | XXXVII. Чемпіонат Європи  | Ліверпуль       | 5 — 15 листопада      |
| 2010  | XXXVIII. Чемпіонат Європи | Москва          | 4 — 13 червня         |
| 2011  | XXXIX. Чемпіонат Європи   | Анкара          | 17 — 24 червня        |
| 2013  | XXXX. Чемпіонат Європи    | Мінськ          | 1 — 8 червня          |
| 2015  | XXXXI. Чемпіонат Європи   | Самоков         | 6 — 15 серпня         |
| 2017  | XXXXII. Чемпіонат Європи  | Харків          | 14 — 26 червня        |
| 20191 | XXXXIII. Чемпіонат Європи | Мінськ          | 21 — 30 червня        |
| 2022  | XXXXIV. Чемпіонат Європи  | Єреван          | 21 — 31 травня        |
| 20242 | XXXXV. Чемпіонат Європи   | Белград         | 18 — 28 квітня        |

1 Проходив як частина Європейських ігор 2019.
2 Чемпіонат Європи одночасно і серед чоловіків, і серед жінок.

## Чемпіонат Європи серед жінок
| Рік   | Номер                  | Місце           | Дати                  |
| ----- | ---------------------- | --------------- | --------------------- |
| 2001  | I. Чемпіонат Європи    | Сент-Аман-лез-О | 10 — 14 квітня        |
| 2003  | II. Чемпіонат Європи   | Печ             | 11 — 17 травня        |
| 2004  | III. Чемпіонат Європи  | Риччоне         | 3 — 10 жовтня         |
| 2005  | IV. Чемпіонат Європи   | Тьонсберг       | 8 — 15 травня         |
| 2006  | V. Чемпіонат Європи    | Варшава         | 3 — 10 вересня        |
| 2007  | VI. Чемпіонат Європи   | Вайле           | 15 — 20 жовтня        |
| 2009  | VII. Чемпіонат Європи  | Миколаїв        | 14 — 21 вересня       |
| 2011  | VIII. Чемпіонат Європи | Роттердам       | 17 — 22 жовтня        |
| 2014  | IX. Чемпіонат Європи   | Бухарест        | 31 травня — 7 червня  |
| 2016  | Х. Чемпіонат Європи    | Софія           | 14 — 24 листопада     |
| 2018  | XI. Чемпіонат Європи   | Софія           | 4 — 13 червня         |
| 2019  | XII. Чемпіонат Європи  | Алькобендас     | 22 серпня — 1 вересня |
| 2022  | XIII. Чемпіонат Європи | Будва           | 5 — 17 жовтня         |
| 20241 | XIV. Чемпіонат Європи  | Белград         | 18 — 28 квітня        |

1 Чемпіонат Європи одночасно і серед чоловіків, і серед жінок.